# Стрижаков, Олег Филиппович
Олег Филиппович Стрижаков (род. 18 июля 1963, Тбилиси) — советский и российский легкоатлет, специалист по бегу на длинные дистанции, кроссу и марафону. Выступал за сборные СССР, СНГ и России в 1980-х и 1990-х годах, победитель и призёр многих крупных соревнований на шоссе и на дорожке, чемпион первенств национального значения, участник двух летних Олимпийских игр. Представлял Тбилиси и Воронеж, спортивное общество «Динамо». Мастер спорта СССР международного класса (1983).

## Биография
Олег Стрижаков родился 18 июля 1963 года в Тбилиси, Грузинская ССР. Окончил Тбилисский государственный институт физкультуры и спорта (1985).
В детстве занимался плаванием и футболом, но в конечном счёте пришёл в лёгкую атлетику — проходил подготовку под руководством тренера Виталия Ильича Кадейшвили, позже был подопечным Николая Ивановича Свиридова.
Впервые заявил о себе на международном уровне в сезоне 1982 года, когда вошёл в состав советской сборной и выступил на чемпионате мира по кроссу в Риме, где закрыл двадцатку сильнейших в юниорском забеге на 8 км.
В 1985 году выиграл бронзовую медаль в беге на 10 000 метров на чемпионате СССР в Ленинграде.
В 1986 году в той же дисциплине одержал победу на чемпионате СССР в Киеве, был лучшим в беге на 5000 метров на IX летней Спартакиаде народов СССР в Ташкенте.
В 1987 году взял бронзу в дисциплине 12 км на чемпионате СССР по кроссу в Ессентуках.
На чемпионате СССР 1988 года в Киеве стал серебряным призёром на дистанциях 5000 и 10 000 метров.
В 1989 году добавил в послужной список бронзовую награду, полученную в беге на 10 000 метров на чемпионате СССР в Горьком.
В 1990 году победил на чемпионате СССР по кроссу в Ашхабаде, стартовал на кроссовом чемпионате мира в Экс-ле-Бен, в дисциплине 10 000 метров выиграл бронзовую медаль на чемпионате СССР в Киеве, стал десятым на Играх доброй воли в Сиэтле.
В 1991 году отметился выступлением на чемпионате мира по кроссу в Антверпене. Начиная с этого времени активно выступал на различных коммерческих стартах, преимущественно в Европе, а также в Японии.
В 1992 году, помимо прочего, участвовал в кроссовом чемпионате мира в Бостоне, стал бронзовым призёром в беге на 5000 метров на чемпионате СНГ в Москве. Благодаря череде удачных выступлений вошёл в состав Объединённой команды, собранной из спортсменов бывших советских республик для участия в летних Олимпийских играх в Барселоне — в итоге в программе бега на 10 000 метров не смог преодолеть предварительный квалификационный этап.
После распада Советского Союза Стрижаков постоянно проживал в Воронеже и выступал за российскую национальную сборную. Так, в 1993 году он взял бронзу в беге на 3000 метров на зимнем чемпионате России в Москве, выиграл открытый чемпионат России по кроссу в Кисловодске, представлял Россию на кроссовом чемпионате мира в Аморебьета-Эчано, на дистанции 10 000 метров стал серебряным призёром на летнем чемпионате России в Москве, в дисциплине 10 000 метров стартовал на чемпионате мира в Штутгарте.
В 1994 году впервые попробовал себя на марафонской дистанции, в частности с результатом 2:12:24	стал шестым на Парижском марафоне, показал время 2:14:23 и занял 12-е место на марафоне в рамках чемпионата Европы в Хельсинки. Помимо этого, участвовал в кроссовом чемпионате мира в Будапеште, в беге на 10 000 метров финишировал третьим на Кубке Европы в Бирмингеме и вторым на Играх доброй воли в Санкт-Петербурге.
В 1995 году с личным рекордом 2:11:03 был четвёртым на Роттердамском марафоне, в беге на 5000 метров стал бронзовым призёром на чемпионате России в Москве, с результатом 2:17:50 занял 13-е место в марафоне на чемпионате мира в Гётеборге, показал 14-й результат на чемпионате мира по полумарафону в Монбельяре.
В 1996 году закрыл десятку сильнейших на Токийском международном марафоне (2:13:15), стал шестым на Парижском марафоне (2:13:01), занял 37-е место на марафоне в рамках Олимпийских игр в Атланте (2:19:51).
В 1997 году финишировал пятым на марафоне в Москве (2:05:07) и девятым на марафоне в Реймсе (2:16:43).
В 1998 году занял 22-е место на Парижском марафоне (2:16:00), 18-е место на марафоне в рамках чемпионата Европы в Будапеште, выиграл бронзовую медаль в беге на 10 000 метров на чемпионате России в Москве.
В 1999 году был шестым на марафоне в Бордо (2:15:41), одержал победу на чемпионате России по марафону в Москве (2:12:32), показал четвёртый результат на Лионском марафоне (2:15:06).
В 2000 году занял 18-е место на Роттердамском марафоне (2:12:21), стал серебряным призёром на чемпионате России по марафону в Москве (2:15:10), финишировал шестым на Пекинском марафоне (2:14:40).
В 2001 году был шестым на Дубайском марафоне (2:15:03), девятым на марафоне Энсхеде (2:22:14), 25-м на Пекинском марафоне (2:16:21).
В 2002 году стал четвёртым на марафоне в Нашвилле (2:23:39), двенадцатым на марафоне в Сан-Диего (2:17:41), четвёртым на Тайбэйском марафоне (2:20:33).
В 2003 году получил бронзовую награду на чемпионате России по марафону в Уфе (2:14:55), стал вторым на Стамбульском марафоне (2:18:48) и тринадцатым на Международном марафоне в Макао (2:35:40).
Впоследствии оставался действующим профессиональным спортсменом вплоть до 2015 года, продолжая принимать участие в различных коммерческих соревнованиях на шоссе. Позже активно выступал среди любителей и ветеранов.